# Prosopogmus
Prosopogmus is een geslacht van kevers uit de familie van de loopkevers (Carabidae). De wetenschappelijke naam van het geslacht is voor het eerst geldig gepubliceerd in 1865 door Chaudoir.

## Soorten
Het geslacht Prosopogmus omvat de volgende soorten:
- Prosopogmus aoupiniensis Will, 2011
- Prosopogmus austrinus Sloane, 1895
- Prosopogmus boisduvalii (Castelnau, 1867)
- Prosopogmus chalybeipennis (Chaudoir, 1843)
- Prosopogmus delicatulus Tschitscherine, 1898
- Prosopogmus fortis Will, 2011
- Prosopogmus foveipennis (Macleay, 1871)
- Prosopogmus harpaloides (Chaudoir, 1874)
- Prosopogmus impressifrons (Chaudoir, 1865)
- Prosopogmus insperatus Sloane, 1896
- Prosopogmus interstitialis Sloane, 1923
- Prosopogmus irideus Fauvel, 1903
- Prosopogmus leai Sloane, 1920
- Prosopogmus lescheni Will, 2011
- Prosopogmus monochrous (Chaudoir, 1865)
- Prosopogmus namoyensis Sloane, 1895
- Prosopogmus occidentalis (Macleay, 1888)
- Prosopogmus oghisensis Will, 2011
- Prosopogmus oodiformis (Macleay, 1871)
- Prosopogmus opacidermis Sloane, 1923
- Prosopogmus punctifer Sloane, 1920
- Prosopogmus reichei (Castelnau, 1867)
- Prosopogmus rubricornis Sloane, 1895
- Prosopogmus savesi Fauvel, 1882
- Prosopogmus sulcatulus (Chaudoir, 1873)
- Prosopogmus suspectus (Chaudoir, 1878)
- Prosopogmus tasmanicus Sloane, 1920
- Prosopogmus yarrensis Sloane, 1915